# Tabidia candidalis
Tabidia candidalis là một loài bướm đêm trong họ Crambidae.